# Філіппо Сассеті
Філі́ппо Сассе́ті (італ. Filippo Sassetti, 1540, Флоренція, Італія — 1588, Гоа, Індія) — італійський мандрівник і купець зі старовинної родини торговців у Флоренції. Філіппо Сассеті вважають одним із передвісників порівняльно-історичного мовознавства. 

## Біографія

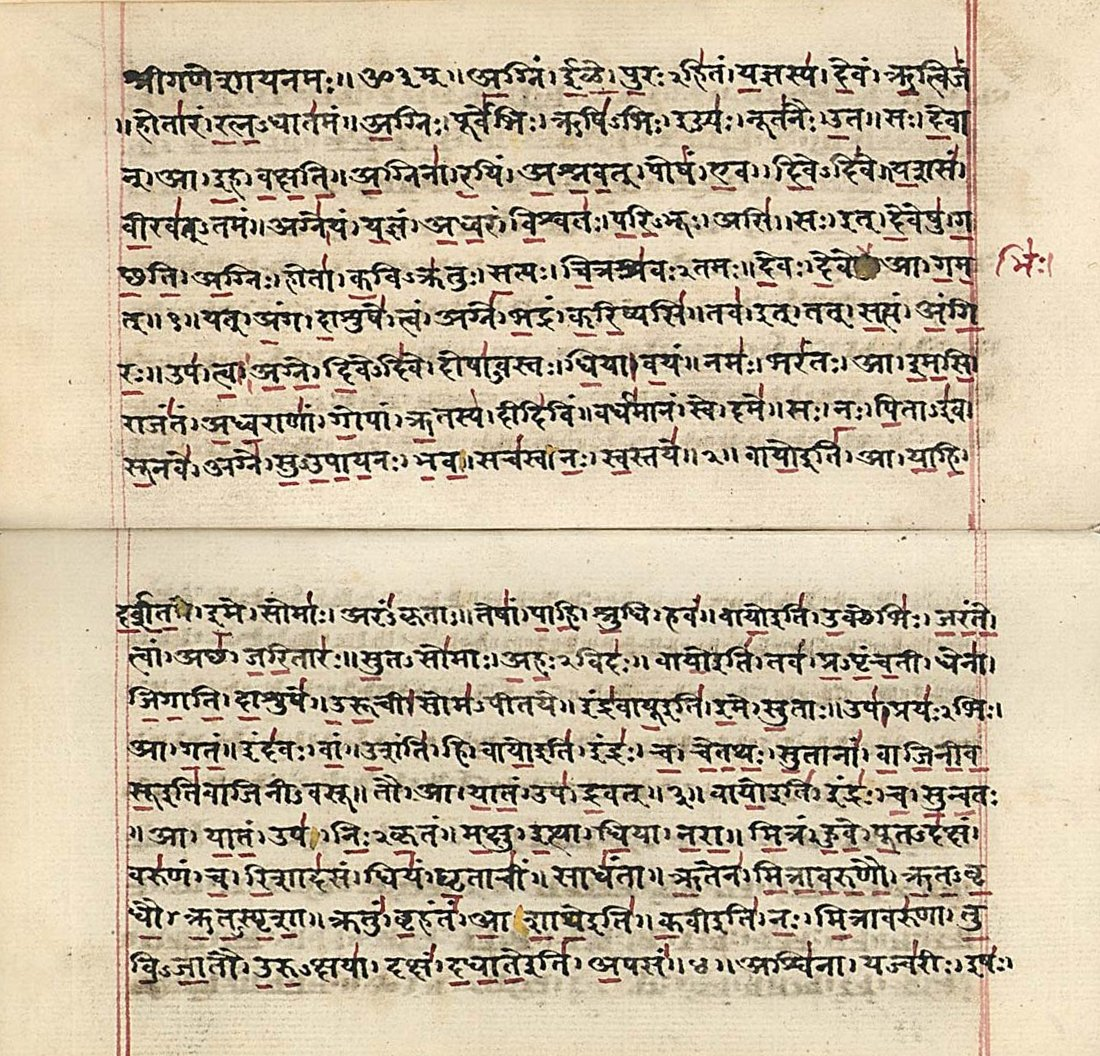
Санскрит — одна з основних давньоіндійських мов, що входить в індійську групу індоєвропейської мовної сім'ї. Санскрит рано став літературною мовою, що мала й має неабиякий престиж. Цю мову називали «божественною». Саме з відкриттям й вивченням санскриту пов'язують зародження порівняльно-історичного мовознавства. На світлині — рукопис «Рігведи» на санскриті

Він був одним із перших європейців, який (у XVI столітті) зацікавився стародавньою мовою Індії — санскритом. Філіппо Сассеті, п'ять років перебуваючи в Індії (з 1583 і до самої смерті в 1588), помітив разючу генетичну подібність числівників латинської, санскритської та італійської мов. Наприклад, числівник два: лат. duo, санскр. dvau, іт. due. Зокрема, він звернув увагу на подібність інших слів санскриту та італійської мови: deva/dio 'Бог', sarpa/serpe 'змія' та ін. Про свої спостереження Філіппо Сассеті повідомив в одному зі своїх листів з Індії. Філіппо Сассеті не зробив з цього наукових висновків, а лише констатував сам факт. За його життя ці листи так і не були опубліковані.  